# Cadena Rato
La Cadena Rato, antes Rueda de Emisoras Rato o Rueda Rato, fue una cadena de radio española que llegó a aunar setenta y dos emisoras a finales de los años ochenta.

## Historia
El origen de la cadena fue la compra de Radio Toledo en 1950 por parte de Ramón Rato, un abogado y empresario asturiano cercano al régimen franquista y a los sectores monárquicos. Esta emisora se convirtió en la cabecera de toda la cadena hasta la apertura de Radio Cristal de Madrid.
La Rueda de Emisoras Rato creció gracias a la compra de otras emisoras como las que pertenecían a la Cadena Color de Valencia, o a través de la obtención de nuevas licencias de radio entre 1978 y 1989. En ciertas regiones de España como Asturias, la Comunidad Valenciana, Cataluña o Andalucía la audiencia llegó a ser cuantiosa. Otras comunidades como Galicia y Canarias nunca tuvieron emisoras de la cadena. 
Sus emisoras tenían una programación eminentemente local, compuesta en un 70% de música en español. Entre los programas, tuvieron mucho éxito los deportivos. Cadena Rato fue una de las primeras en hacer retransmisiones desde un campo de fútbol. En los años ochenta tuvieron éxito las retransmisiones de la Vuelta Ciclista a España o el programa Goles de Pedro Pablo Parrado. Otros locutores famosos que trabajaron en esta cadena fueron Isabel Gemio, Alfonso Arús y Julio Arjona.
En abril de 1990, la ONCE, propietaria de Radio Amanecer, compró 63 de las 72 emisores de la Cadena Rato por 4 500 millones de pesetas. De la fusión de las dos empresas surgió una cadena nueva: Onda Cero.
Todas las emisoras en onda media pasaron a ser Onda Cero (Radio España, Cadena Ibérica y Radio Rato).
La mayoría de emisoras en FM pasaron a ser Melodía FM y otras las menos Europa FM u Onda Cero.

## Emisoras
Se consideran cadenas sucesoras de Cadena Rato:
- Onda Cero
- Europa FM
- Melodía FM

Algunas de las emisoras anteriores del mismo propietario eran:
- Radio Toledo
- Radio Cristal
- Radio España
- Cadena Ibérica
- Top 40 Radio y, posteriormente, Cadena Top Radio y Top Radio España (no tiene nada que ver con la emisora de FM de Madrid y otras regiones de España llamada actualmente Top Radio Latina)

### Emisoras de la Cadena Rato
Había emisoras que tenía el nombre Cadena Rato seguido del nombre del municipio desde donde hacía la programación local. Algunas de las emisoras que formaron parte de la Cadena Rato fueron:
| Región                      | Nombre de la emisora | Lugar | Nombre actual |
| Andalucía                   | Radio Triana Radio Mezquita Radio Melodía Radio Genil Radio Almería Radio Luz Radio Arenal Radio Carmona Radio Torcal Radio Mar Radio Antequera Radio Priego | Sevilla Córdoba Linares Granada Almería Jerez de la Frontera Carmona Málaga Marbella Antequera Priego de Córdoba | Onda Cero Europa Fm Onda Cero Radio Almería-Onda Cero Europa FM Onda Cero Onda Melodía Onda Cero Onda Cero Radio Antequera-Onda Cero Onda Cero |
| Asturias (Cadena Asturiana) | Radio Mar Radio Siero Radio Luarca | Gijón Pola de Siero Luarca                                                                                       | Onda Cero Europa Fm Onda Cero |
| Islas Baleares              | Radio Balear | emisoras en Palma de Mallorca, Manacor, Inca, Alcudia y Alayor (Menorca)                                         | mismo nombre |
| Castilla-La Mancha          | Radio Toledo (OM) Radio Tajo (FM) Radio Ciudad Real Radio Talavera Radio Luz Radio Sol                                                                       | Toledo Ciudad Real Talavera de la Reina Alcázar de San Juan Valdepeñas                                           | Radio Toledo-Onda Cero Onda Cero Radio Ciudad Real-Onda Cero Onda Cero                                                                         |
| Cataluña (Cadena Catalana)  | Radio España Radio Reloj Radio Terramar Color Radio Penedés Om                                                                                               | Barcelona Tarragona Tortosa Villanueva y Geltrú                                                                  | Onda Cero Rock FM COPE Cataluña Onda Cero Inactiva                                                                                             |
| Ceuta                       | Radio Perla | Ceuta | Onda Cero |
| Comunidad de Madrid         | Radio Cristal Radio Getafe Radio Alcalá | Madrid Getafe Alcalá de Henares                                                                                  | Onda Cero COPE Onda Cero |
| País Vasco (Cadena Vasca)   | Onda 3 Radio Guernica Estéreo 2 (antes Radio Oasis) | Baracaldo Guernica                                                                                               | Onda Cero Cadena Dial No existe |
| Castilla y León             | Cadena Rato Valladolid (105.2 F.M.) | Valladolid | Onda Cero Valladolid (105.2 F.M.) |
| Comunidad Valenciana        | Radio Luz | Villajoyosa Radio Luz Valencia (90.9 fm)                                                                         | Onda Cero Villajoyosa y Radio Luz Valencia, 90'9 fm, actual Melodía FM Valencia.                                                               |
| Aragón (Cadena Ibérica)     | | | |